# E-Live 2003
E-Live 2003 is een livealbum van Radio Massacre International (RMI) uit mei 2004.
In die maand verschenen drie compact discs van die band (zie vorig en volgend). E-Live 2003, een cd-r, bevat een (gedeeltelijke) registratie van het concert dat RMI gaf in het kader van de door Groove Unlimited georganiseerde festiviteiten. Plaats van handeling was het auditorium van de Technische Universiteit Eindhoven, de datum was 27 september 2003. In het dankwoord is er dan ook aandacht voor de twee drijvende krachten achter Groove, Kees Aerts en Ron Boots.

## Musici
- Steve Dinsdale, Duncan Goddard, Gary Houghton – synthesizers, gitaar, basgitaar.

## Muziek
| Nr. | Titel                                                              | Duur  |
| --- | ------------------------------------------------------------------ | ----- |
| 1.  | Signature of selective sweep                                       | 16:59 |
| 2.  | Neurological proteins aren’t enriched for repetitive sequences, no | 12:29 |
| 3.  | A sequence-based genetic map of medicago truncatula                | 6:02  |
| 4.  | Geiger                                                             | 9:56  |
| 5.  | Damo                                                               | 8:43  |
| 6.  | Nucleotide diversities                                             | 11:18 |
| 7.  | Decomposing multi-locus linkage disequilibrium                     | 5:04  |
| 8.  | The god of electricity (part 6)                                    | 4:17  |